# Pyrausta omicronalis
Pyrausta omicronalis là một loài bướm đêm trong họ Crambidae.